# Mucropetraliella
Mucropetraliella is een mosdiertjesgeslacht uit de familie van de Petraliidae en de orde Cheilostomatida. De wetenschappelijke naam ervan is in 1936 voor het eerst geldig gepubliceerd door Stach.

## Soorten
- Mucropetraliella albirostris (Canu & Bassler, 1927)
- Mucropetraliella armata (Waters, 1913)
- Mucropetraliella asymmetrica Hayward & Cook, 1983
- Mucropetraliella bennetti (Livingstone, 1926)
- Mucropetraliella biaviculata (Waters, 1887)
- Mucropetraliella bifidata Tilbrook, 2006
- Mucropetraliella bispinata Liu, 2001
- Mucropetraliella capricornensis Tilbrook, Hayward & Gordon, 2001
- Mucropetraliella echinata (Canu & Bassler, 1929)
- Mucropetraliella ellerii (MacGillivray, 1869)
- Mucropetraliella gaudialis d'Hondt, 1986
- Mucropetraliella halei (Livingstone, 1928)
- Mucropetraliella laccadivensis (Robertson, 1921)
- Mucropetraliella ligulata Stach, 1936
- Mucropetraliella loculifera Harmer, 1957
- Mucropetraliella magnifica (Busk, 1884)
- Mucropetraliella mucroaviculata (Okada & Mawatari, 1938)
- Mucropetraliella multiaviculariata (Thornely, 1912)
- Mucropetraliella neozelanica (Livingstone, 1929)
- Mucropetraliella nodulosa Stach, 1936
- Mucropetraliella ovifera Maplestone, 1913
- Mucropetraliella philippinensis (Canu & Bassler, 1929)
- Mucropetraliella porosa (Hincks, 1881)
- Mucropetraliella radiata Liu, 2001
- Mucropetraliella reticulata Figuerola, Gordon & Cristobo, 2018
- Mucropetraliella robusta (Canu & Bassler, 1929)
- Mucropetraliella serrata (Livingstone, 1926)
- Mucropetraliella thenardii (Audouin, 1826)
- Mucropetraliella trita (Canu & Bassler, 1929)
- Mucropetraliella tuberosa (Busk, 1884)
- Mucropetraliella tubulifera (Canu & Bassler, 1929)
- Mucropetraliella verrucosa (Canu & Bassler, 1929)
- Mucropetraliella vultur (Hincks, 1882)

Niet geaccepteerde soorten:
- Mucropetraliella cotyla Cook & Chimonides, 1981 → Riscodopa cotyla (Cook & Chimonides, 1981)
- Mucropetraliella intermediata (Gordon, 1984) → Petraliella intermediata Gordon, 1984
- Mucropetraliella watersi Harmer, 1957 → Mucropetraliella armata (Waters, 1913)